# Georges-Ernest Fleuriais
Georges-Ernest Fleuriais (Paris, 14 juin 1840 - Brest, 3 juin 1895) est un officier de marine, inventeur et astronome français.

## Biographie
Il entre à l'École navale en octobre 1855 et embarque sur l' Austerlitz, l' Alexandre et le Mogador pour participer à la campagne de l'Adriatique lors de la guerre d'Italie. Aspirant de 1re classe (septembre 1859), il est sur le D'Assas puis sur l' Ajaccio au Levant en 1859-1860 et sur la Zénobie et l' Algésiras en 1860-1861.
Enseigne de vaisseau (septembre 1861), il passe en 1862 sur le Labrador puis sur le Brandon et participe à la campagne du Mexique. Il y est blessé par deux fois lors de combats à terre et dirige le 6 juin 1865 l'attaque contre le camp retranché de Jonuta (es) avec les canots du Brandon, enlevant d'assaut le camp.
Après avoir levé un plan du port de Campeche, il est promu lieutenant de vaisseau (août 1865) et est affecté au Dépôt des cartes et plans avant de recevoir du Bureau des longitudes, la mission d'aller effectuer des observations astronomiques et des mesures de méridien en Amérique du Sud, aux îles Hawaï, en Chine, au Japon et aux Indes (1867-1870). Il embarque alors sur la Belliqueuse et la Vénus.
Officier d’ordonnance de l'amiral Bouët-Willaumez sur la Surveillante (1870), il participe à la campagne de la Baltique et commande un bataillon de fusiliers marins à l'armée de la Loire. Il se fait remarquer aux combats de Marchenoir, du Mans et est blessé à Pont-de-Gennes.
En mai 1871, il prend part à la répression de la Commune puis voyage sur le Jean Bart de 1871 à 1873 avant de commander les avisos Narval et Vigie en station sur les côtes espagnoles. En 1874, il est envoyé à Pékin pour y observer le passage de Vénus sur le Soleil.
A son retour, il est affecté de nouveau au Dépôt des cartes et plans. Capitaine de frégate (juillet 1875), il sert à l’École des torpilleurs de Boyardville puis, second de la Magicienne (décembre 1876), effectue une campagne de près de trois ans dans le Pacifique (jusqu'en mai 1879), durant laquelle il fait de nombreuses observations d'astronomie et étudie, en particulier, le passage de Mercure devant le Soleil. Il y commande ensuite le Chasseur (1879-1881) et détermine avec exactitude la position de l'archipel des Tuamotu. En 1882, il reçoit par l'Académie des sciences, un prix pour ses études sur les instruments de navigation.
Il travaille de nouveau au Dépôt des cartes et plans en 1883 puis est envoyé en mission en Patagonie pour observer en ce lieu le passage de Vénus sur le Soleil.
Capitaine de vaisseau (février 1883), il commande la division des équipages à Lorient puis le cuirassé La Galissonnière en escadre d'Extrême-Orient.
Chef d'état-major de l'amiral Lespès, il participe activement aux opérations en mer de Chine et à Formose (1884-1885) et revient en France en février 1886. Il devient alors le commandant du cuirassé Océan (en) en escadre d'évolutions (1887-1889) et entre en octobre 1889 au Conseil des travaux.
Promu contre-amiral en février 1892, major-général à Toulon, il devient en septembre chef du Service hydrographique de la Marine. Membre du Bureau des longitudes, du conseil d'administration de l'observatoire de Paris et de la Commission des phares (1893), il est nommé en mai 1895 commandant de la division navale de l'Atlantique mais il meurt à Brest un mois plus tard sans avoir pu prendre ses fonctions.
Fleuriais fut aussi, en outre, l'inventeur d'un loch à moulinet, d'un gyroscope, d'un anémomètre, d'un télémètre à réflexion et d'un appareil de précision. On lui doit des mémoires scientifiques et techniques ainsi que de nombreux articles.

## Récompenses et distinctions
- Chevalier (25 mai 1864), Officier (12 mars 1870) puis Commandeur de la Légion d'Honneur (10 juillet 1890).